# 青空 (お笑いコンビ)
青空（あおぞら）は、吉本興業所属の女性漫才コンビ。1997年4月結成。共に大阪NSC17期生。

## メンバー
- 岡 友美（おか ともみ、1977年12月27日（47歳） - ）ツッコミ担当。立ち位置は向かって右。
  - 奈良県奈良市出身。血液型A型。奈良県立片桐高等学校卒業。
  - 中学生時代の3年間はテニスをやっていた。奈良県の大会で、団体戦でベスト8まで進出したことがある[2]。
  - 「鼻を抑えながら雅楽の物真似をする」という持ちネタがあり、『オールザッツ漫才2005』の選手宣誓の際に披露した。同期で同じネタを使う出渕誠（レイザーラモン）との競演の際や、baseよしもと卒業ライブでも披露した。
  - 自称アイドルでパラ軍団（パラ娘。）のメンバーでもあるが、『ごきげん!ブランニュ』において「四つ葉のクローバーを決められた数摘まなければパラ娘。を解散」という企画の際、摘む数を決めるダーツを投げたところ『解散』の位置に刺さってしまい、そのまま解散することになった。
  - 北新地のスナックでホステスのアルバイトをしている。収入は月3万円ほど。その店では他の女の子は名前で呼ばれるのに、岡だけは苗字で「岡」と呼ばれているらしい。
  - カナヅチのため、ジャイケルマクソンの吉本水泳大会で行なわれた“カナヅチ牽引25m”に参加する事になった。
  - ハロー!プロジェクトの大ファンであり、各グループのコンサートには欠かさず行っている。モーニング娘。の光井愛佳とはラジオ番組で共演した際にメールアドレスを交換し、それ以降メールのやり取りをしている。また松浦亜弥の大ファンでもある。
  - 前の相方がすっちーの妻である。
  - 麒麟の田村裕や、なでしこジャパンの澤穂希に似ている。
  - 2008年10月27日に結婚を発表。すでに妊娠5ヶ月でいわゆるできちゃった結婚である。翌年1月末から一旦休業し、その間は相方の須藤が一人で活動していた。
  - 2009年1月21日放送の『ザ!世界仰天ニュース』の番組内で、スタジオでのエコー検査により、お腹の子供が男の子であると判明する。2009年3月30日に3280グラムの男児を出産。
  - 2014年6月11日、3030グラムの次男を出産。
- 須藤 理恵（すどう りえ、1977年12月31日 - 2023年5月22日（45歳没））ボケ担当。立ち位置は向かって左。
  - 京都府京都市東山区出身、血液型O型。西山高等学校卒。学生時代はソフトボール部に所属。
  - あだ名は「すー」。後輩からは「すー姉さん」と呼ばれ[3]、同期であるレイザーラモンRGからは「すーちゃん」と呼ばれていた[4]。男子校だった花園高等学校卒業と間違われることが多く、本人は女子高出身であるが、「おもしろい」からあえて訂正しないらしい。
  - 大の野球好きで情熱もあることから、同じく野球好きな里見まさとを唸らせたことがあった。川相昌弘（元読売ジャイアンツ・中日ドラゴンズ）のファン。しかし阪神ファンである[5]。他球団でも好きな選手が沢山いるという。四国アイランドリーグplusも好きで、社会人野球の観戦も欠かさない。
  - 駅伝競走のファンでもあり、箱根駅伝、ニューイヤー駅伝の追っかけもしていた。他にはバレーボール観戦も好きであった。
  - 土肥ポン太の元相方、古高義広が経営するバー「くらげBar」でアルバイトをしていた。
  - 2012年より関西メディカルスポーツ学院硬式野球部のマネージャーに就任。
  - 2023年5月22日、死去[6]。45歳没。生涯独身だった。死因等については非公表とされている[6]。

## 概要
- 二人は同い年で誕生日も4日違い。共に大阪NSC17期生。NSC時代最初はお互いに別々のコンビを組んでいたが共に解散、岡から須藤を誘う形で結成[7]。
- 旧コンビ名は「岡・須藤」であったが、改名するにあたって岡が『華泥棒』、須藤が『青空』のコンビ名案を出し合ったが、華泥棒の案については須藤曰く「お前ら華も無いのに」「“鼻”泥棒にしとけや」など周りから散々言われたことで[7]、結局青空に決定。現在の名前は真島昌利作詞・作曲によるTHE BLUE HEARTSの楽曲『青空』に由来し[7]、コロムビア・トップ・ライトを頂点とする青空一門（青空千夜・一夜、青空一歩・三歩、青空球児・好児、青空はるお・あきおなど）とは無関係である。
- 『オールザッツ漫才2005』の若手トーナメントで選手宣誓をした。

## 賞レースでの戦績

### M-1グランプリ
| 年度   | 成績       | 会場               | 日時           |
| ------ | ---------- | ------------------ | -------------- |
| 2001年 | 準決勝進出 | なんばグランド花月 | 2001年12月2日  |
| 2002年 | 3回戦進出  |                    |                |
| 2003年 | 3回戦進出  | NGKスタジオ        | 2003年11月16日 |
| 2004年 | 準決勝進出 | なんばグランド花月 | 2004年11月27日 |
| 2005年 | 準決勝進出 | なんばグランド花月 | 2005年12月11日 |
| 2006年 | 3回戦進出  | ABCホール          | 2006年11月19日 |
| 2007年 | 3回戦進出  | ABCホール          | 2007年11月18日 |

### その他
- 『MBS新世代漫才アワード』第2回大会（2004年）から3年連続決勝出場。

## 出囃子
- 真心ブラザーズ　｢拝啓、ジョン・レノン｣

## 過去の出演番組
- ゆるタル（NHK高松）
- 麒麟・千鳥の二笑流TV（GAORA、準レギュラー）
- 爆笑オンエアバトル（NHK総合）戦績0勝5敗 最高389KB
- ビーバップ!ハイヒール（ABCテレビ）※2008年2月14日、岡のみ。
- 上方演芸会（NHK第一ラジオ）
- 痛快!エブリデイ（関西テレビ）※2008年1月から毎週水曜日に出演。
- ごきげん!ブランニュ（ABCテレビ）※不定期出演。岡のみ。

## ライブ
- 2003年
  - 02月20日 - ガブンチョ1Hスペシャル～青空～（baseよしもと/大阪）　※初単独
  - 11月21日 - 「ひょっこりあおぞら島～祝！512犠打達成！～」（baseよしもと/大阪）
- 2004年
  - 01月25日 - ｢あおぞらの花泥棒～勇太・拓也・成美・パパ頑張ったよ～｣（baseよしもと/大阪）
  - 07月25日 - 「アイドル球児･青空～プリティー川相襲名～」（baseよしもと/大阪）
  - 09月26日 - 「めちゃハピ青空～明日は河相の誕生日～」（baseよしもと/大阪）
- 2006年
  - 05月28日 - 「ワタナベマリナーズ」（baseよしもと/大阪）
  - 10月28日 - 「青空のプリプリガイナーズ」（baseよしもと/大阪）
  - 12月12日 - 「岡ちゃんの気がつけばパラ軍団！」（baseよしもと/大阪）　※トークライブ、岡のみ
- 2007年
  - 03月23日 - 「青空の、星野王子、ニューヨークへ行く」（baseよしもと/大阪）
  - 04月05日 - 「岡ちゃんの気がつけばパラ軍団！②」（baseよしもと/大阪）　※トークライブ、岡のみ
  - 08月30日 - 青空の「ピッチャー・アヤヤに代わりまして、おかか」（baseよしもと/大阪）
  - 09月14日 - 「オカに幸あれ！～ミラクルトモミ～」（baseよしもと/大阪）　※トークライブ、岡のみ
- 2008年
  - 01月10日 - 「オカに幸あれ！～Part2～」（baseよしもと/大阪）　※トークライブ、岡のみ
  - 05月21日 - 「岡チャンス！」（うめだ花月/大阪）　※岡のみ
  - 07月25日 - 青空の「真夏の光線。ぴーえる～あおがく～とうしば～あおぞら～」（うめだ花月/大阪）
- 2010年
  - 05月30日 - 青空ちゃん。　～誰が球児やねん！～（ヨシモト∞ホール大阪/大阪）
- 2012年
  - 07月28日 - なでしこちゃんと球児ちゃん（ワッハ上方/大阪）
- 2014年
  - 01月30日 - ヤッタルチャン青空～阪神園芸さん今年もよろしくお願い致します。～（道頓堀ZAZA HOUSE/大阪）
- 2016年
  - 12月12日 - バッチ来い青空～球際の強さみせつけたろか♪～（道頓堀ZAZA POCKET'S/大阪）
- 2017年
  - 11月26日 - 青空ナイトフィーバー～そういやぁ、25年前は"亀新フィーバー"やったね♪～（よしもと漫才劇場/大阪)
- 2021年
  - 11月05日 - 青空25周年記念単独ライヴ 人生Blues～ベーブ・ルースとちゃいまっせ～（神戸新開地・喜楽館/兵庫)